# Państwowy Ośrodek Maszynowy

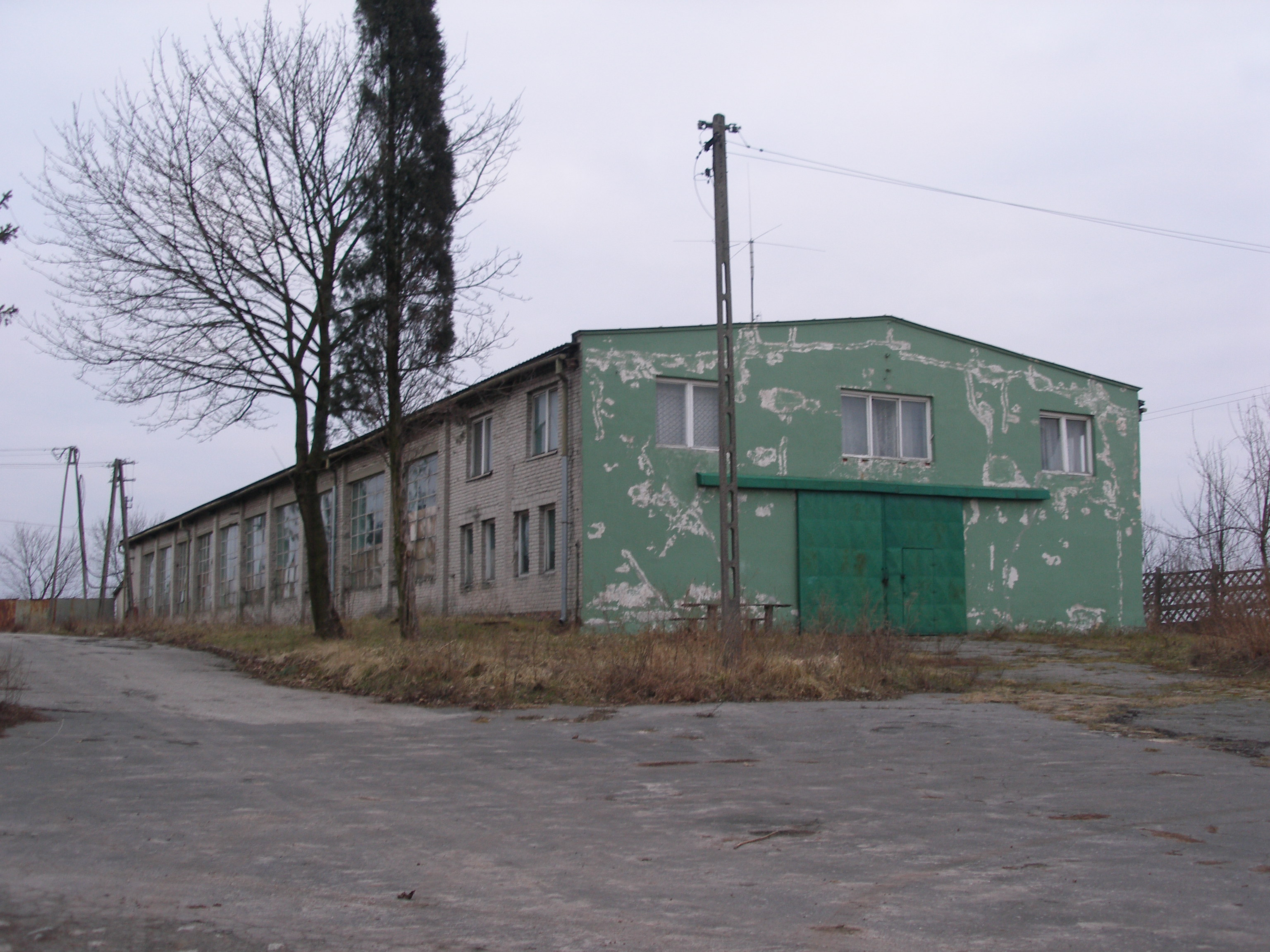
Budynek pozostały po POM-ie w Skierbieszowie

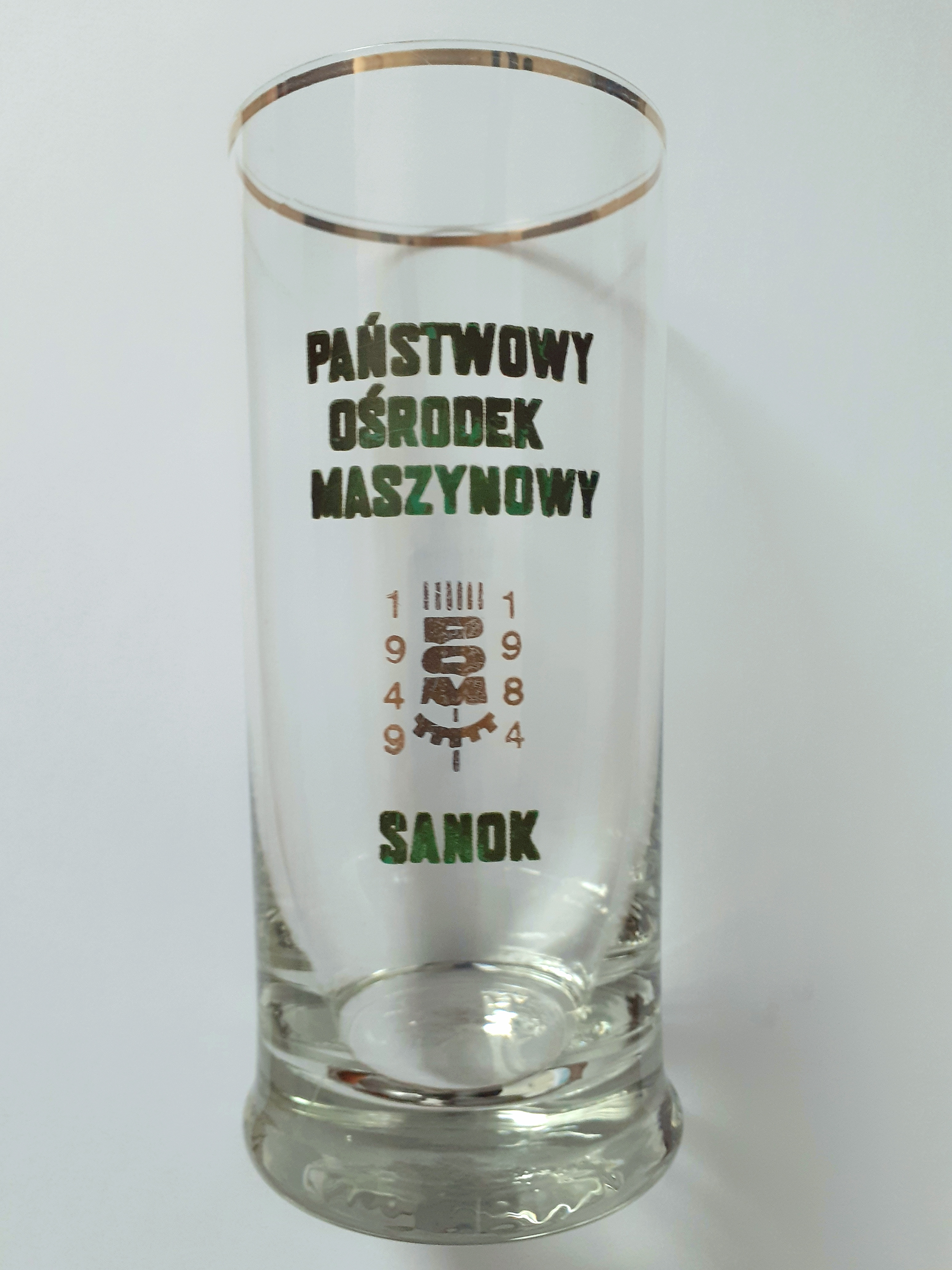
Pamiątkowa szklanka POM w Sanoku

Państwowy Ośrodek Maszynowy (POM) – przedsiębiorstwa państwowe, tworzone w latach 50. XX wieku, w miejsce działających wcześniej Stacji Maszynowo-Traktorowych. POM-y utworzone zostały praktycznie w każdej polskiej gminie. Powoływane były przez Ministerstwo Rolnictwa – Centralny Zarząd Państwowych Ośrodków Maszynowych.

## Działalność
POM-y dysponowały parkiem maszynowym i ich zadaniem była głównie obsługa rolniczych spółdzielni produkcyjnych pod względem mechanizacji produkcji rolnej, remontów sprzętu rolniczego, obsługi agrotechnicznej i szkolenia kadr.
Po 1956 r. większość spółdzielni produkcyjnych rozpadła się, jednak POM-y działały nadal, sprawując opiekę nad kółkami rolniczymi. Od 1957 r. zajmowały się głównie wykonywaniem remontów ciągników i maszyn rolniczych, będących własnością spółdzielni produkcyjnych, kółek rolniczych i rolników indywidualnych, produkcją części zamiennych itp., ograniczając usługi związane z produkcją rolną.
W 1970 r. było w Polsce 352 POM-ów.
Po wprowadzaniu w Polsce gospodarki rynkowej większość POM-ów została przekształcona w spółki, część uległa likwidacji lub zmieniła zakres usług.